# کلنپینو
کلنپینو (به لهستانی:  Klępino) یک روستا در لهستان است که در گمینا ستارگارد واقع شده‌است.
 کلنپینو  ۴۲۳ نفر جمعیت دارد.